# Coronel Pringles partido
Coronel Pringles egy partido (körzet) Argentínában a Buenos Aires tartományban. A fővárosa Coronel Pringles.

## Települések
| - Coronel Pringles - Indio Rico - Lartigau | - El Pensamiento - El Divisorio - Frapal |

Parajes
| - Coronel Falcón - Krabbe - Las Mostazas - Pillahuinco | - Reserva - Stegmann - El Gavilan - Manantiales |